# Comissão parlamentar de inquérito
Comissão Parlamentar de Inquérito (CPI) é uma investigação conduzida pelo Poder Legislativo, que transforma a própria casa parlamentar em comissão para ouvir depoimentos e tomar informações diretamente. Na esfera municipal seu nome correto é Comissão Especial de Inquérito (CEI).

## Em Portugal
Em Portugal, a alínea 5 do art. 178 da Constituição da República Portuguesa dispõe expressamente que as CPIs gozam de poderes de investigação próprios das autoridades judiciais. O caso Camarate, por exemplo, resultou em comissões de inquérito.

## Em  outros países
A CPI é adotada por vários países como Paraguai, Peru e Venezuela. No caso da Argentina, apesar de utilizar do instituto, não dispõe sobre o mesmo em sua constituição. No Uruguai, traz referencia em seu texto constitucional desde 1918, trazendo expressamente a possibilidade de instaurada de CPI no país.